# 恋する人魚たち
『恋する人魚たち』（Mermaids）は、1990年のアメリカ合衆国の映画。
クリスティーナ・リッチのデビュー作。ウィノナ・ライダーは本作でゴールデングローブ賞助演賞にノミネートされた。当初、長女役には、エミリー・ロイドが予定されていたが、母親役のシェールとはまったく似ておらず、娘に見えなかったので、ウィノナに取って代わられた。

## ストーリー
1963年、若き大統領ジョン・F・ケネディに大衆が期待していた頃のアメリカ。マサチューセッツ州の小さな町に、フラックス家が移り住んできた。
シングルマザーのレイチェルは18回もあてどない引っ越しをくり返してきた自由人で、15歳の長女シャーロットはそんな母親に反抗してか、ユダヤ系にもかかわらずカトリックの修道女になるのが夢。水泳選手を目指すやんちゃ盛りの妹ケイトは、風呂場でトレーニングの毎日だ。
古い一軒家で新生活を始めたフラックス家だが、奔放なレイチェルは靴屋の店主ルーに、堅物のシャーロットも家の管理人であるジョーに、それぞれ恋をする。レイチェルはすぐにルーとベッドを共にするようになるが、彼を家族の一員にするつもりはなく、娘たちと仲良くするのも気に入らない。一方のシャーロットはジョーに恋い焦がれながらも、若くして自分たちを産んだ母と同じ道をたどることを恐れて、産婦人科通いや家出などの突飛な行動に出る日々。
しかし、町の仮装パーティで酔っ払ったレイチェルが、家まで送ってくれたジョーに勢いでキスをしたことから、シャーロットは嫉妬にかられて反撃を開始。母のお気に入りのドレスを無断借用して、修道院の鐘楼に寝泊まりするジョーと逢引きをする。彼女が初めての経験に夢中になっている時、外で待たせていたケイトがあやまって川に転落してしまう。幸い、ケイトは一命を取り留めるが、この一件でレイチェルとシャーロットは大ゲンカになる。町で悪い噂が立たないうちに今すぐ引っ越すという母に、ここに留まって高校を卒業したいと主張する娘。お互いに言いたい放題した結果、とりあえずの和解が成立した。しかし、シャーロットの恋はジョーが町を離れるという形で苦い結末を迎えた。
レイチェルは、親身に面倒を見てくれるルーと真面目に付き合う決心をし、家族ぐるみで旅行にも出かけるという大きな進歩を遂げる。ケイトは再び元気にプールで泳ぎ、シャーロットは逢引の一件でいちやく高校中の男子の憧れの的となる。
マサチューセッツでのフラックス家の生活は、新しいページをひらこうとしていた。

## スタッフ
- 監督：リチャード・ベンジャミン
- 原作：パティ・ダン

## キャスト
| 役名                     | 俳優                           | 日本語吹替 |
| 役名                     | 俳優                           | テレビ東京版 |
| ------------------------ | ------------------------------ | --- |
| レイチェル・フラックス   | シェール                       | 佐藤しのぶ |
| シャーロット・フラックス | ウィノナ・ライダー             | 矢島晶子 |
| ルー・ランドスキー       | ボブ・ホスキンス               | 玄田哲章 |
| ケイト・フラックス       | クリスティーナ・リッチ         | 大谷育江 |
| ジョー                   | マイケル・シューフリング       | 森川智之 |
|                          | ジャン・マイナー               | |
| キャリー                 | キャロライン・マクウィリアムズ | |
| 運転手                   |                                | 土田大 |
| その他                   |                                | 堀内賢雄 仲野裕 一城みゆ希 五十嵐麗 寺内よりえ 千田光男 梅津秀行 幸田夏穂 星野千寿子 楠大典 鈴木琢磨 吉田孝 岡寛恵 柚木涼香 出口佳代 |
|                          |                                | |
| 演出                     |                                | 高桑一 |
| 翻訳                     |                                | 高山美香 |
| 調整                     |                                | 蝦名恭範 |
| 効果                     |                                | リレーション |
| 担当                     |                                | 別府憲治 |
| 制作                     |                                | ケイエスエス |
| 初回放送                 |                                | 2001年3月25日 『サンデーロードショー』                                                                                               |

## 挿入曲
- 「The Shoop Shoop Song (It's in His Kiss)」（シェール）
- 「恋はヤセがまん」（フォー・シーズンズ）
- 「ユーヴ・リアリー・ゴッタ・ホールド・オン・ミー」（ザ・ミラクルズ）
- 「涙のバースデイ・パーティ」（レスリー・ゴーア）
- 「ジョニー・エンジェル」（シェリー・フェブレー）
- 「ベイビー・アイム・ユアーズ」（シェール）
- 「ジャスト・ワン・ルック（Just One Look）」（ドリス・トロイ）
- 「ラヴ・イズ・ストレンジ（Love Is Strange）」（ミッキー&シルヴィア）
- 「スリープ・ウォーク」（サント&ジョニー）
- 「イフ・ユー・ウォナ・ビー・ハッピー」（ジミー・ソウル）